# Saint-Martial-le-Mont
Saint-Martial-le-Mont – miejscowość i gmina we Francji, w regionie Nowa Akwitania, w departamencie Creuse. Nazwa miejscowości pochodzi od imienia św. Marcjalisa.
Według danych na rok 1990 gminę zamieszkiwało 255 osób, a gęstość zaludnienia wynosiła 25 osób/km² (wśród 747 gmin Limousin Saint-Martial-le-Mont plasuje się na 386. miejscu pod względem liczby ludności, natomiast pod względem powierzchni na miejscu 552.).